# Dear Zindagi
Pour plus de détails, voir Fiche technique et Distribution.
Dear Zindagi est un film indien de Bollywood réalisé par Gauri Shinde, sortie en 2016.

## Synopsis
Kaira (jouée par Alia Bhatt) qui travaille dans le domaine de la production et de la réalisation n'est pas très douée en amour et aussi avec sa famille. Pour s'améliorer, elle se rend chez le docteur Jehangir Khan (joué par Shahrukh Khan), un psychologue très réputé mais aux méthodes très atypiques. Petit à petit, ces deux là vont se lier d'amitié et apprendre à se connaître.

## Fiche technique
- Titre français : Dear Zindagi
- Réalisation : Gauri Shinde
- Scénario : Gauri Shinde
- Musique : Amit Trivedi
- Pays d'origine : Inde
- Format : Couleurs - 35 mm
- Genre : drame, romance
- Durée : 151 minutes
- Langue : hindi
- Date de sortie :
  - 25 novembre 2016 :  Inde -  France

## Distribution
- Alia Bhatt : Kaira
- Shah Rukh Khan : Jahangir Khan
- Ira Dubey : Fatima, une amie de Kaira
- Yashaswini Dayama : Jackie
- Rohit Saraf : Kiddo
- Kunal Kapoor : Raghuvendra
- Aditya Roy Kapoor : vendeur de meubles